# 1-я Усть-Медведицкая стрелковая дивизия
1-я Усть-Медведицкая стрелковая дивизия — воинское соединение (стрелковая дивизия) РККА Советских Вооружённых Сил.

## История
Дивизия стрелковых войск РККА сформирована в октябре 1918 года на основе 1-й Усть-Медведицкой стрелковой бригады, созданной в августе 1918 года военным комиссаром Усть-Медведицкого округа Филиппом Мироновым, будущим командармом 2-й Конной армии, объединившим под своим командованием разрозненные отряды красногвардейцев, боровшихся с белыми войсками на Дону. 
В период гражданской войны и военной интервенции в России в ноябре 1918 года в РККА был разработан новый план развития полевых войск, который предусматривал сформирование 47 номерных стрелковых дивизий (сд), включавших в себя 116 стрелковых бригад и 339 стрелковых полков. 19 февраля 1919 года план сформирования был сообщен фронтам РККА, с приказанием закончить реорганизацию к 1 апреля 1919 года. К 15 мая 1919 года эта работа была полностью завершена. Бригадная организация сд предусматривала по штату управление, три стрелковые бригады по три полка. Для придания большей боевой и хозяйственной самостоятельности сбр штатом № 220/34 было значительно усилено бригадное звено в сд за счёт увеличения её штатной численности.
23 ноября 1918 года 1-я Усть-Медведицкая стрелковая дивизия была переименована в 23-ю стрелковую дивизию.

## В составе
- 9-я армия Южного фронта.

## Командование
- Начальник (командир) дивизии — краском Ф. К. Миронов (10 октября — 23 ноября 1918).
- Военный комиссар дивизии — 
  - Б. X. Бураго (10 — 28 октября 1918);
  - Ф. Н. Фокин (28 октября — 23 ноября 1918).
- Начальник штаба дивизии — И. А. Сдобнов (28 октября — 23 ноября 1918).

## Состав
- управление дивизии
- 1-й стрелковый полк
- 2-й стрелковый полк
- 3-й стрелковый полк
- 1-й кавалерийский полк
- 2-й кавалерийский полк
- 3-й кавалерийский полк

## Боевая деятельность
На 1 октября 1918 года число бойцов и командиров в 1-й Усть-Медведицкой бригаде возросло до 7 463 человек. Командующий 9-й армией А. И. Егоров 10 октября 1918 года издал приказ № 2 о переименовании бригады в дивизию, начдивом назначался Миронов.
Начальник дивизии Ф. К. Миронов назвал своё соединение 1-й Усть-Медведицкой стрелковой дивизией. Её военкомом был назначен Б. X. Бураго, а 28 октября 1918 года его на этой должности сменил Ф. Н. Фокин. Начальником штаба был И. А. Сдобнов.
В дивизии было сформировано три стрелковых и три кавалерийских полка. Командиром 1-го Медведицкого стрелкового полка был назначен А. П. Пономарёв, 2-го — И. Г. Фёдоров, 3-го — И. Н. Карпов. Из двух кавалерийских полков были созданы три донских революционных полка (15-й, 32-й и 3-й). Командиром 15-го кавалерийского полка был назначен И. С. Мордовин, 32-го полка — А.Ф. Мироничев, 3-го — Е. Ф. Быкадаров.
Стрелковые полки впоследствии были сведены в 1-ю стрелковую бригаду, а кавалерийские полки — в кавалерийскую бригаду.
1-я Усть-Медведицкая стрелковая дивизия в составе 9-й армии Южного фронта сражалась с русской белоказачьей армией генерала Краснова.
16 октября 1918 года дивизия по приказу командования 9-й армии перешла в наступление в направлении железнодорожной станции Серебряково, заняв населённые пункты: Нижняя Добрянка, Красный Яр, Лопуховка и железнодорожную станцию Медведица. Её кавалерийская бригада 18 октября нанесла внезапный удар по врагу в районе станции Филоново и через три часа кровопролитного боя пленила 3 тысяч белогвардейцев, захватив у врага 16 орудий, 32 пулемёта, 104 подводы и 20 тыс. снарядов.
23 ноября 1918 года 1-я Усть-Медведицкая стрелковая дивизия была переименована в 23-ю стрелковую дивизию.